# St. Marien (Burkersdorf)

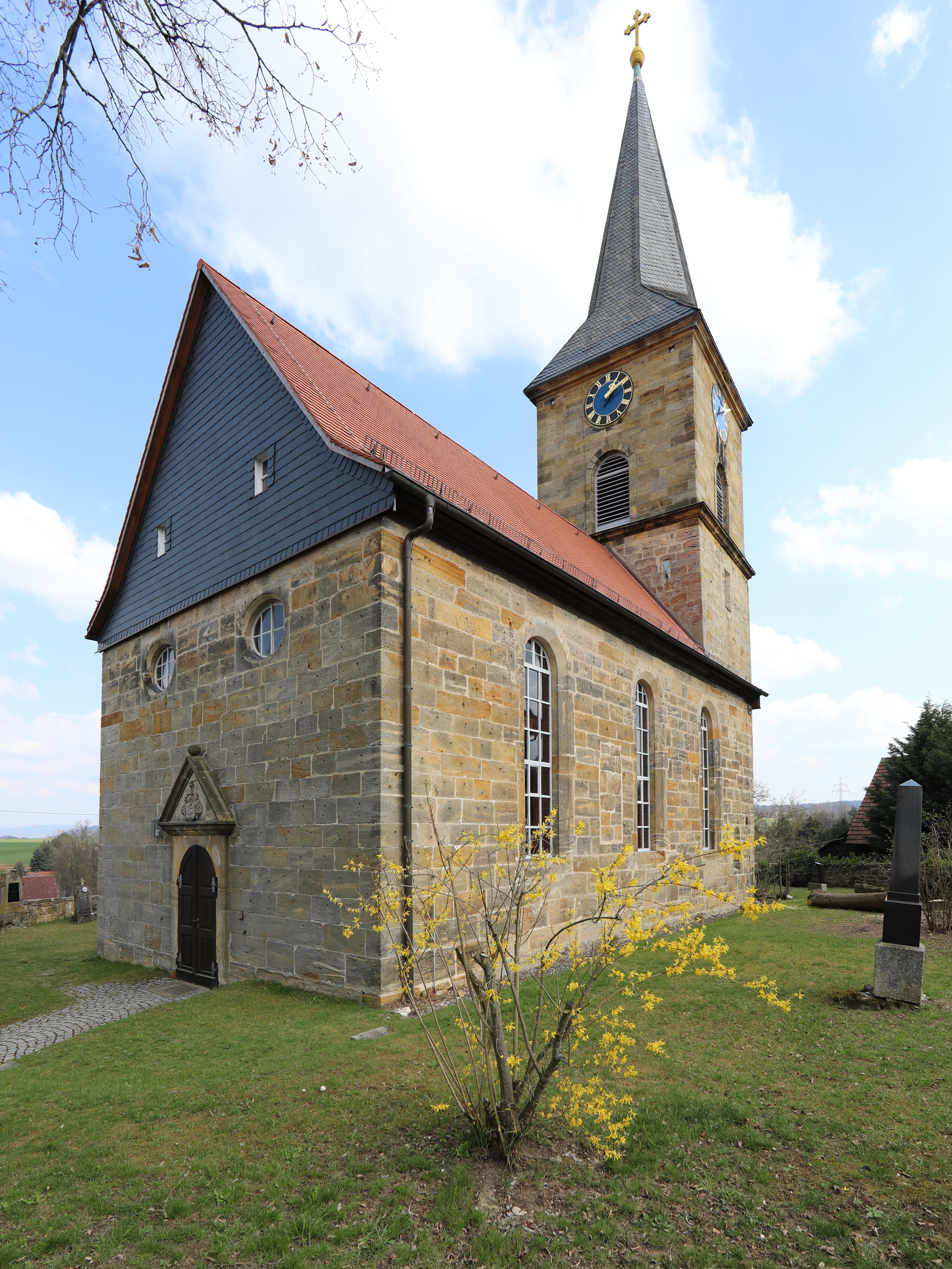
Pfarrkirche St. Marien in Burkersdorf

Die evangelisch-lutherische Pfarrkirche St. Marien steht in Burkersdorf, einem Gemeindeteil des oberfränkischen Marktes Küps im Landkreis Kronach. Sie wurde im Jahr 1350 erstmals urkundlich erwähnt. Die Kirchengemeinde gehört zum Dekanatsbezirk Kronach-Ludwigsstadt des Kirchenkreises Bayreuth der Evangelisch-Lutherischen Kirche in Bayern.

## Baugeschichte
Vermutlich schon 1179 bestand eine Marienkirche in Burkersdorf. Der Unterbau des Kirchturmes und eventuell Teile des Langhauses stammen aus dem 13. Jahrhundert. Die Sakristei ist wohl spätmittelalterlich. Die Kirche und die Pfarrei wurden 1350 erstmals urkundlich erwähnt. 200 Jahre später, im Jahr 1550 führte Hans von Redwitz die Reformation ein. Im Verlauf des Dreißigjährigen Krieges wurde Anfang der 1630er Jahre der evangelische Pfarrer vertrieben und der Ort im Rahmen der Gegenreformation wieder katholisch. Im Jahr 1649 folgte die Wiedereinsetzung eines evangelischen Pfarrers.
Im Jahr 1706 wurde das Langhaus umgebaut und erhielt dabei eine neue Westfassade. Ein Blitzschlag zerstörte 1834 den Turm bis auf Höhe des Gewölbes über dem Chorraum. Der Wiederaufbau erfolgte zunächst nur bis zur Höhe des Langhauses. Das fehlende Turmobergeschoss mit Helm wurde schließlich 1878 errichtet. Aus dem 19. Jahrhundert stammt auch das Chorgewölbe. Im Jahr 1896 wurde der Innenraum neu gestaltet.
Durch Granatenbeschuss im April 1945 wurde unter anderem der Turmhelm beschädigt. Die erforderliche Wiedereindeckung war im Jahr 1948. Restaurationen erfolgten unter anderem 1955 und 1986 sowie von 2014 bis 2019.

### Restaurierung 2014–2019
Bei der Restaurierung in den 2010er Jahren wurden im ersten Bauabschnitt 2014/15 die schadhaften Balkenlagen der Dach-, Decken- und Giebelkonstruktion des Langhauses und des Kirchturmes erneuert und anschließend der gesamte Fehlboden in der Langhausdecke ausgetauscht. Beim Kirchturm musste die gesamte Turmkonstruktion hydraulisch einseitig angehoben werden, damit alle Balken aus der Sandsteinmulde entnommen und wieder eingebracht werden konnten. Zusätzlich wurden die Dachkonstruktion von Langhaus und Turm am Sandsteinmauerwerk verankert. Weiterhin wurden die Zifferblätter und das Uhrwerk der Kirche erneuert. Der zweite Bauabschnitt folgte 2019 und umfasste die Neueindeckung des Turmhelmes mit Schiefer in Altdeutscher Deckung und der Sakristei mit Biberschwanz. Daneben wurde die aus Knauf und Kreuz bestehende Bekrönung des Turmes, die wohl um das Jahr 1920 angebracht wurde, saniert.

## Baubeschreibung
Die Chorturmkirche steht im oberen, westlichen Teil des Ortes. Sie war von einem ummauerten Friedhof umgeben.
Der Kirchturm besteht aus unverputzten Sandsteinquadern. Ein ausladendes Karniesprofil bildet den Abschluss des Gesimses. Den Chorraum im Untergeschoss, den ein Kreuzgewölbe überspannt, belichten je ein Rundbogenfenster gegen Süden und Osten. In der Ostwand befindet sich eine rechteckige Sakramentsnische mit einer gekehlten Rahmung, die die giebelförmig geschlossen ist. In der Nordwand ist ein korbbogiger Durchgang zur Sakristei angeordnet. Ein runder Chorbogen bildet die Verbindung zum Langhaus. Im ersten Obergeschoss befindet sich je ein Schlitzfenster gegen Osten und Norden, im zweiten Obergeschoss je ein Rechtecksfenster gegen Süden und Osten. Im dritten Obergeschoss ist die Glockenstube mit je einem rundbogigen Schallfenster nach jeder Seite angeordnet. Ein achteckiger, verschieferter, spitzbehelmter Turm mit Knauf und Kreuz als Krönung, bildet den oberen Abschluss.
Das dreiachsige Langhaus besteht ebenfalls aus unverputzten Sandsteinquadern. Die Dachkonstruktion ist ein mit Ziegeln belegtes Satteldach. Den Innenraum überspannt eine durch profilierte Leisten in quadratische Felder unterteilte Holzdecke, die auf einem in Längsrichtung spannenden, mittig angeordneten Unterzugsbalken ruht. Holzemporen, im Norden und Süden zweigeschossig, im Westen eingeschossig und die Orgel tragend, prägen den Innenraum. Die oberen Emporen stehen auf Flaschensäulen. Die Brüstungen sind mit schlichten Rahmen gestaltet. Die Nordseite besitzt ein rundbogiges Portal und eine zugesetzte Tür, über der sich ein ebenfalls zugesetztes Fenster befindet. Das rundbogige Westportal ist leicht vorspringend. Darüber ist ein Giebel mit einem Wappenrelief und der Bezeichnung „GWVR 1706“ (Georg Wilhelm von Redwitz) eingefügt. Im oberen Abschnitt sind zwei querovale Fenster vorhanden. Das abschließende Giebelfeld ist verschiefert.
Die Sakristei, an der Turmnordseite stehend, besitzt eine Tür gegen Norden und ein rechteckiges Fenster gegen Süden. Unter einem Pultdach überspannt ein Tonnengewölbe den Innenraum.

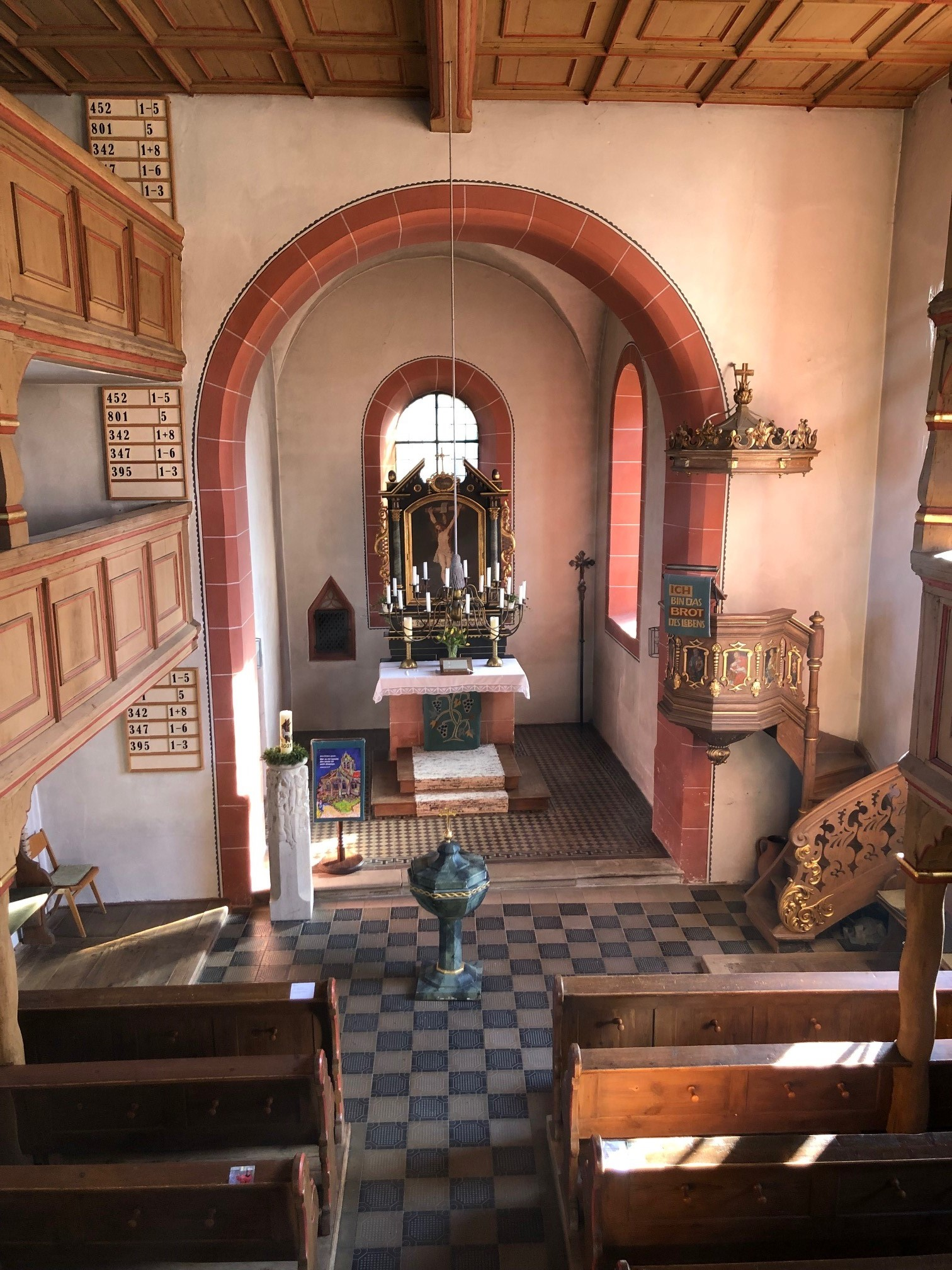
Chorraum

## Ausstattung
Im schlicht gehaltenen Innenraum befindet sich am rechten Chorpfeiler eine neubarocke Kanzel von 1896. Wohl spätmittelalterliche Wandmalereien wurden 1896 im Chorraum freigelegt und wieder übertüncht. Das aus Sandstein bestehende Taufbecken entstand im Jahr 1700 und stammt aus Kirchlein. Es hat einen achteckigen, profilierten Fuß und Beckenansatz.
Drei Grabsteine der Marschälle von Ebneth aus der zweiten Hälfte des 17. Jahrhunderts stehen an der nördlichen Außenwand der Sakristei.

### Orgel
Im Jahr 1896 stellte der Nürnberger Johannes Strebel eine Orgel mit einem barocken Prospekt und pneumatischer Traktur auf. Orgelbau Hoffmann aus Ostheim vor der Rhön renovierte 1954 das Instrument und veränderte den Klang. Orgelbau Kampherm aus Verl führte 2002 eine Restaurierung und Rückführung in den Originalzustand durch. Das Instrument hat zwölf Register auf zwei Manualen und Pedal.

### Glocken
Im Kirchturm hängen drei Bronzeglocken. Die älteste sowie kleinste wurde 1836 bei Georg Friedrich Heinz in St. Georgen gegossen. Die beiden jüngeren aus dem Jahr 1988 stammen von der Heilbronner Glockengießerei Bachert. Die bronzenen Vorgänger dieser beiden Glocken mussten während des Zweiten Weltkriegs 1943 für Rüstungszwecke abgegeben werden; sie wurden 1951 zunächst durch zwei eiserne Glocken ersetzt.
| Nr. | Gussjahr | Durchmesser (cm) | Schlagton |
| 1   | 1836     | 68               | cis′′ +2  |
| 2   | 1988     | 81               | h′ +5     |
| 3   | 1988     | 97               | gis′ +4   |